# Kwantumgravitatie
Kwantumgravitatie is een (niet helemaal begrepen) theorie die twee fundamentele natuurkundige theorieën die bekend zijn met elkaar verenigt: kwantummechanica en relativiteitstheorie.
Zo'n theorie zou in staat zijn het gedrag van zwaartekracht op de allerkleinste schaal te beschrijven, waar kwantumeffecten belangrijk worden. Ook zou zo'n theorie in staat zijn een beter inzicht te geven in de fundamentele eigenschappen van zwarte gaten.
De meeste wetenschappers zijn van mening dat de kwantumgravitatietheorie een consistente theorie is die alle bekende natuurkundige kennis kan verenigen in één model. In andere woorden, men denkt dat de Theorie van alles een kwantumgravitatietheorie is. Dat laatste is dus niet strikt noodzakelijk maar wordt wel algemeen aangenomen.
Momenteel zijn er twee voorbeelden bekend van kwantumgravitatietheorieën: snaartheorie (en al zijn uitbreidingen zoals de M-theorie en de F-theorie) en loop-kwantumzwaartekracht. Beide worden intens bestudeerd in de theoretische natuurkunde omwille van hun interessante wiskundige eigenschappen maar, aangezien beide consistente kwantumgravitatietheorieën zijn, vooral als kandidaten voor de Theorie van alles.

CgH Cube